# 胡長青
胡長青（1907年10月2日—1950年3月31日），字南章，湖南省臨湘縣人，中華民國陸軍中將，畢業於黃埔軍校第四期工兵科、陸軍大學第九期。1950年於第二次國共內戰的最末一戰西昌戰役中殉國身故，1971年8月追晉為陸軍二級上將。

## 生平

### 投筆從戎
胡長青於1907年10月生於臨湘縣坦渡鄉林家台的書香世家，其父期許之做一個文化人。然其於湖南第三聯合中學畢業後便投筆從戎，報考黃埔軍校。胡於1926年3月編入黃埔軍校工兵大隊通訊隊。1926年10月畢業後分配至國民革命軍第24師。隔年寧漢分裂，南京國民政府策動武漢陣營的夏斗寅和川軍將領楊森對武漢國民政府發起攻擊。胡所在的第24師擊潰了夏、楊兩部，因戰功而獲師長葉挺賞識，參與其後的南昌起義。之後幾年其前往投靠學長胡宗南，胡宗南委任其出任通訊參謀並資助他考取陸軍大學第九期。畢業後胡宗南委任其為第一師獨立旅少校營長，隔年升任第二旅中校參謀主任。1935年，胡長青出任第一師參謀處的上校處長。
1937年中國抗日戰爭爆發，時任第一旅副旅長的胡長青參與淞滬會戰。隔年2月，胡長青獲提拔為補充旅少將旅長，繼又調任第24師72旅旅長。是年9月，其以第八師副師長的身份調任中央軍校第七分校服務。1942年4月1日胡長青奉調第45師師長。

### 以身殉國
1946年9月29日，任國民革命軍第五軍副軍長，仍兼任第45師師長，期間於山東定陶戰役中被子彈擊中右胸重傷。1947年1月，胡長青被任命為整備部隊第69師師長，前往廣州整頓部隊後率部移防鄭州。1948年9月，整備部隊第69師改組為国民革命军第九十九军前往固鎮縣預備投入徐蚌會戰，然國軍戰況失利，被迫退守安徽宣城，1949年4月20日共軍渡江，國軍各路江防部隊無力抵擋，胡長青的第99軍第92師和268師全面潰散，第99軍避走上海。胡曾有兩次於作戰失利時自殺未遂的記錄。
1949年9月，正在廣州修養的胡長青接獲胡宗南邀請，前往西康省三台縣接任第69軍軍長一職。危難之際，胡宗南委胡長青代理第五兵團司令官兼反共救國軍第二路軍總指揮，要其擔負守備西康之重任。1950年3月，胡長青部隊在西昌地區遭十餘萬解放軍圍攻潰敗，仍沿途苦戰。28日抵達喜德縣時遭彝族武裝襲擊而身負重傷，其堅決奮戰至最後一兵一卒拒絕中共招降。1950年3月31日，胡長青於彈盡援絕之下在孟獲嶺舉槍殉國。遺留妻兒於臺灣。

### 身後榮譽
高雄市鳳山區的陸軍軍官學校將校內北營區的學生兵舍定名作“長青樓”(第七棟)。1969年3月，入祀國民革命忠烈祠。1971年8月17日，胡長青獲中華民國政府褒獎頒綬旌忠狀，追晉為陸軍二級上將。